# Merinotus juno
Merinotus juno är en stekelart som först beskrevs av Charles Thomas Brues 1924.  Merinotus juno ingår i släktet Merinotus och familjen bracksteklar. Inga underarter finns listade i Catalogue of Life.